# Паркер, Эли
Эли Сэмюэл Паркер (англ. Ely Samuel Parker, при рождении Hasanoanda, позднее носил также индейское имя Donehogawa; 1828, Индиан-Фолс, Нью-Йорк — 31 августа 1895, Фэрфилд, Коннектикут) — индеец из племени сенека. В молодости был инженером, межплеменным дипломатом и переводчиком. В годы Гражданской войны в США был кавалерийским офицером, адъютантом генерала Улисса Гранта. Именно Паркер написал окончательный вариант условий капитуляции конфедератов после сражения при Аппоматтоксе. Позднее Паркеру было присвоено звание бригадного генерала. Грант назначил его комиссаром по индейским делам, и в этой должности он был первым индейцем. В его честь был назван город Паркер в Аризоне.